# Italienische Reise

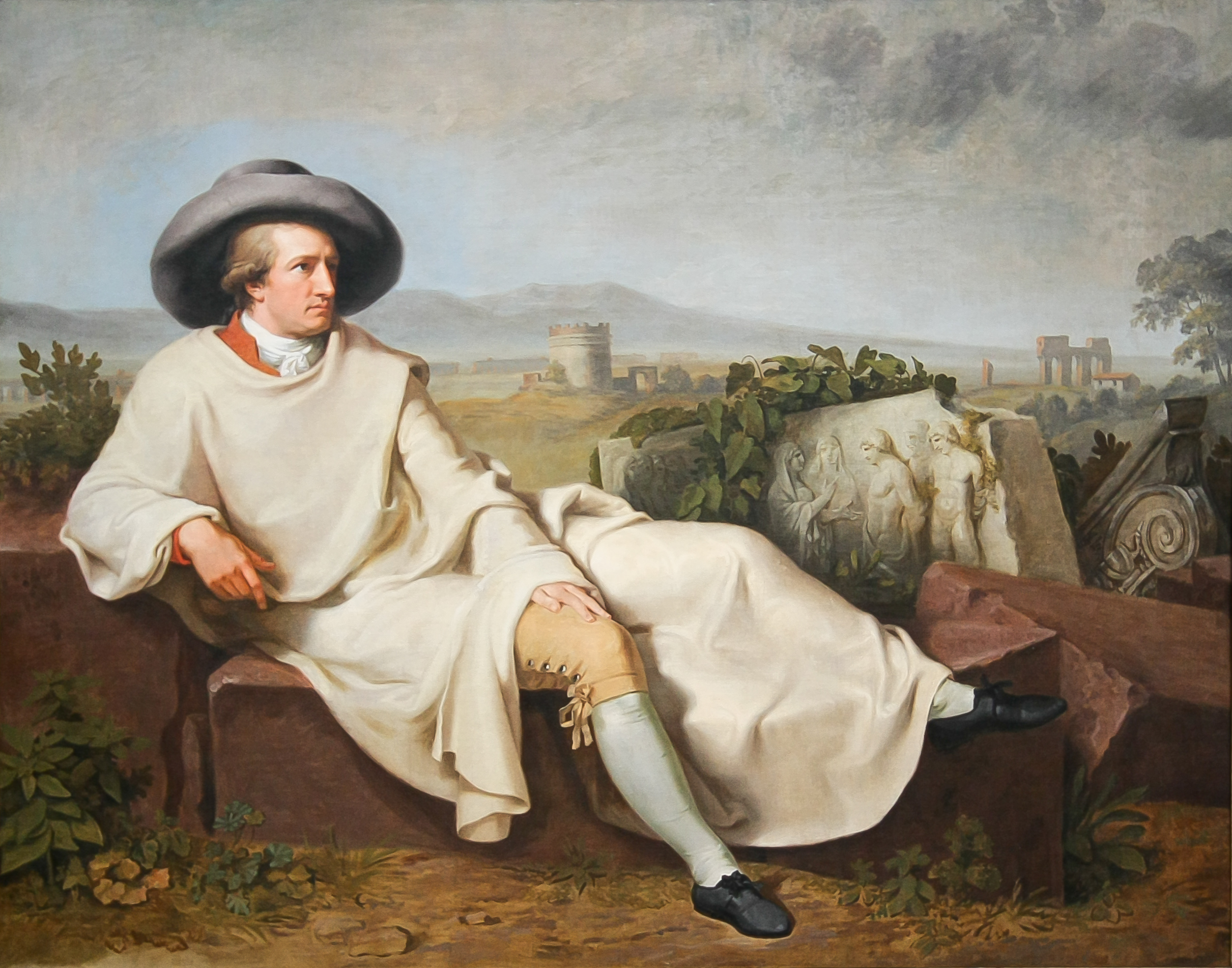
Goethe in der Campagna (1786/87), von Johann Heinrich Wilhelm Tischbein

Die Italienische Reise ist ein Reisebericht, in dem Johann Wolfgang von Goethe seinen Italienaufenthalt zwischen September 1786 und Mai 1788 beschreibt. Das zweiteilige Werk basiert auf seinen Reisetagebüchern, entstand jedoch erst wesentlich später, zwischen 1813 und 1817. Neben Dichtung und Wahrheit und Kampagne in Frankreich zählt es zu seinen autobiografischen Schriften.
Chronologisch stimmt die Darstellung der Reise mit seinen Tagebuchaufzeichnungen überein, ist im Gegensatz zu diesen aber stilisiert und von allzu persönlichen Kommentaren gereinigt, ferner sind Teile weggelassen, andere aus der Erinnerung hinzugesetzt. Trotz der intensiven nachträglichen Überarbeitung bewahrt die Italienische Reise jedoch die Tagebuchform. Dabei beginnen sich im Laufe des Werks Adressaten herauszukristallisieren: Die ersten Teile sind an keinen bestimmten Leser gerichtet, später wendet er sich explizit an seine „Freunde“, schließlich an konkrete Personen. Im letzten Teil fügt er auch eigene und fremde Briefe auszugsweise ein.

## Motivation

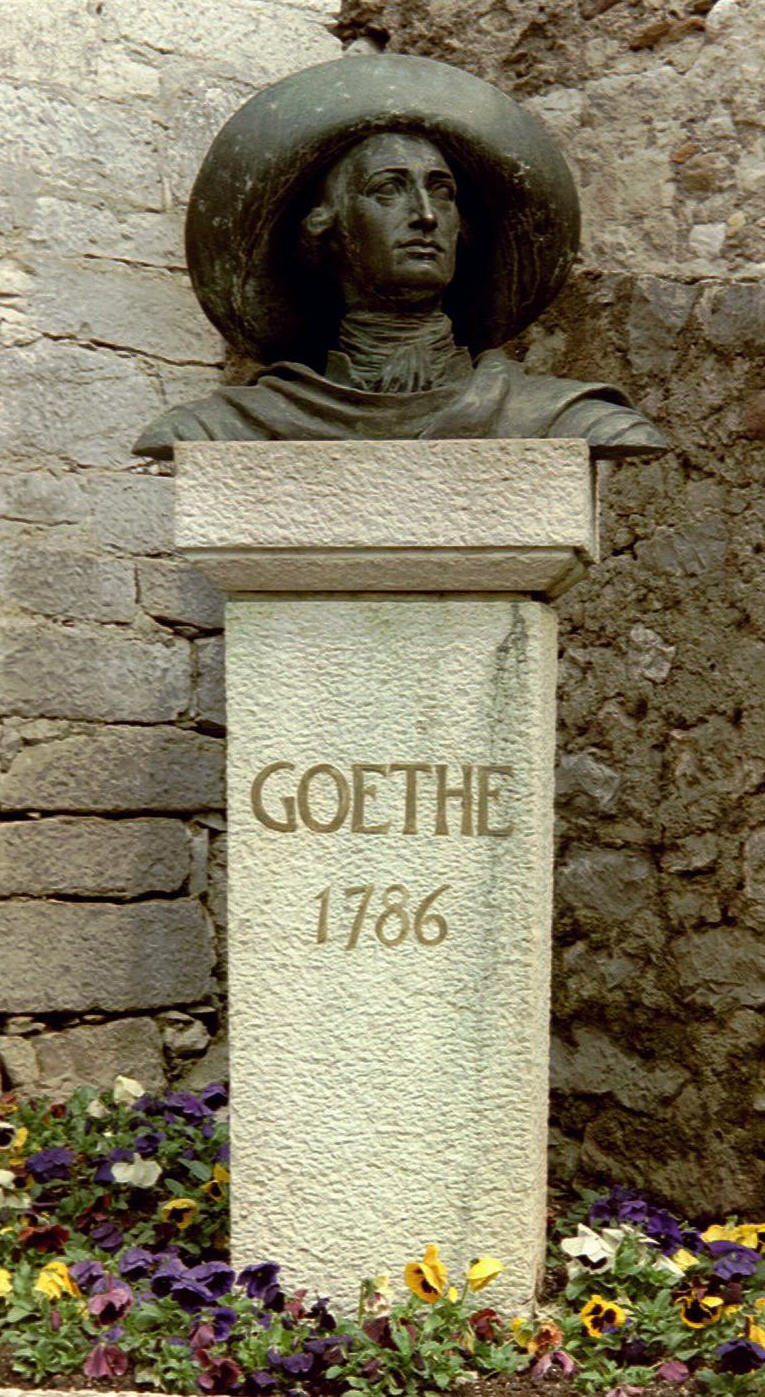
Goethe-Herme im Hof der Scaligerburg in Malcesine

Goethe begann seine Italienreise 1786, nachdem er vorher bereits drei Anläufe zu einer solchen Reise abgebrochen hatte. Tieferer Grund war eine künstlerische Krise, ein Empfinden dichterischer Stagnation. Er hatte zehn Jahre lang am Weimarer Hof gelebt, während derer er sich als Geheimrat mehr den Amtsgeschäften als der künstlerischen Produktion gewidmet hatte. Seine Tätigkeit als faktischer Kultus- und Bergbauminister des Herzogtums Sachsen-Weimar zeitigte wenig Erfolgserlebnisse. Die Zwänge des Hoflebens erschienen ihm allmählich lästig, die Beziehung zu Charlotte von Stein gestaltete sich zunehmend unbefriedigend. Als ihm der Verleger Göschen 1786 das Angebot einer Gesamtausgabe machte, wurde ihm schockartig klar, dass in den letzten zehn Jahren nichts Neues mehr von ihm erschienen war. Wilhelm Meister, Tasso, Egmont und Faust waren dichterische Fragmente geblieben. So verstärkten sich seine Selbstzweifel an der Doppelexistenz als Künstler und Staatsbeamter. In den Figuren Tasso und Antonio hatte er bereits die Unversöhnlichkeit beider Wesen skizziert. Italien und seine Kunstwerke erschienen ihm als Ausweg. Seine Kenntnisse der italienischen Sprache wurden auf der Reise bald fließend, die römische und griechische Kunst sowie die berühmten Bauwerke Roms hatte er seit langem studiert, vor allem in den Schriften Winckelmanns.
Am 3. September 1786 brach er von einer Kur in Karlsbad auf, ohne von den dort weilenden Freunden Abschied zu nehmen. Nur sein Sekretär und vertrauter Diener Philipp Seidel war eingeweiht. Den Herzog Carl August hatte er nach dem letzten persönlichen Zusammensein in Karlsbad, wo vermutlich bereits eine Absprache getroffen worden war, schriftlich um unbefristeten Urlaub gebeten. Am Vortag seiner Abreise kündigte er ihm seine bevorstehende Abwesenheit an. Es ist bis heute umstritten, ob dem Herzog das Reiseziel unbekannt war oder ob Goethe die Details seiner Abwesenheit mit seinem Arbeitgeber zuvor abgestimmt hatte. In jedem Fall erreichte Goethe es, seine Ämter für die Dauer der Reise niederzulegen, das Gehalt jedoch weiter zu beziehen.

## Inhalt

### Reiseroute
Der bereits europaweit bekannte Autor des Werther und des Götz von Berlichingen reiste inkognito als „deutscher Maler“ unter dem Namen Johann Philipp Möller. Meist fuhr er per Postkutsche und fast immer allein, ohne Diener oder Sekretär – damals sehr ungewöhnlich für eine Standesperson wie den 1782 geadelten Geheimrat. Sein in Weimar verbliebener Sekretär Philipp Seidel kannte sein Pseudonym und regelte auf postalische Anweisungen die Korrespondenz und den Geldverkehr. Nur selten kommt Goethe auf die Beschwerlichkeiten zu sprechen: „Jetzt fühl' ich wohl die Verwegenheit, unvorbereitet und unbegleitet in dieses Land zu gehen. Mit dem verschiedenen Gelde, den Vetturinen, den Preisen, den schlechten Wirtshäusern ist es eine tagtägliche Not, daß einer, der zum ersten Male wie ich allein geht und ununterbrochenen Genuß hoffte und suchte, sich unglücklich genug fühlen müßte. Ich habe nichts gewollt, als das Land sehen, auf welche Kosten es sei, und wenn sie mich auf Ixions Rad nach Rom schleppen, so will ich mich nicht beklagen.“

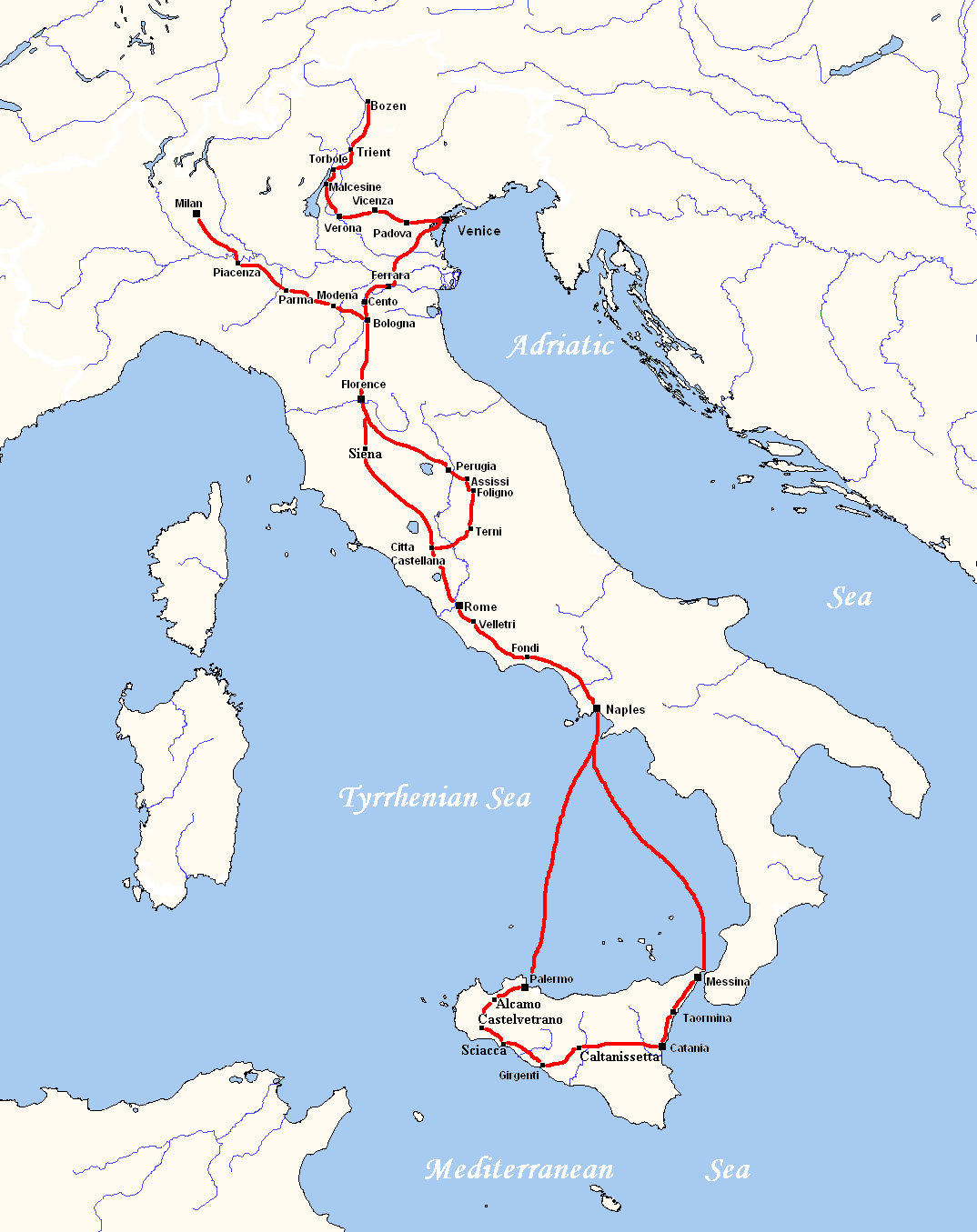
Goethes Reiseroute

Die Reise geht von Karlsbad über Eger, Regensburg, München, Mittenwald, Scharnitz, Seefeld, Zirl, Innsbruck und den Brenner, Bozen, Trient zum Gardasee (Torbole und Malcesine), dann weiter nach Verona, Vicenza, Padua, Venedig (wo er 17 Tage verbringt), Ferrara, Cento, Bologna, Loiano, Perugia, Terni und Città Castellana bis nach Rom, wo er vier Monate bleibt.
Am 29. Oktober traf Goethe in Rom ein; er logierte zunächst in dem heute noch bestehenden Albergo dell'Orso, welcher schon Dante, Rabelais und Montaigne beherbergt haben soll, quartierte sich aber bald bei dem Maler Johann Heinrich Wilhelm Tischbein ein, mit dem er seit längerem korrespondiert hatte. Dieser lebte mit anderen deutschsprachigen Künstlern in einer Art Wohngemeinschaft, darunter Friedrich Bury, Heinrich Meyer, Johann Heinrich Lips und Johann Georg Schütz. (Die Casa di Goethe in der Via del Corso Nr. 18 enthält heute ein Museum über Goethes Aufenthalt und diesen Kreis.) Sein „wunderliches und vielleicht grillenhaftes Halbinkognito“ war in der deutschen Künstlerkolonie in Rom bald aufgeflogen, doch verpflichtete sich jedermann „zu ignorieren wer ich sei“ und da „also auch niemand mit mir von mir reden darf, so bleibt den Menschen nichts übrig, als von sich selbst oder von Gegenständen zu sprechen, die ihnen interessant sind, dadurch erfahr’ ich nun umständlich, womit sich ein jeder beschäftigt oder was irgend Merkwürdiges entsteht“.
Er machte sich „die Plane des alten und neuen Roms bekannt, betrachtete die Ruinen, die Gebäude, besuchte ein und die andere Villa“, und resümierte:

„Gestehen wir jedoch, es ist ein saures und trauriges Geschäft, das alte Rom aus dem neuen herauszuklauben, aber man muß es denn doch tun und zuletzt eine unschätzbare Befriedigung hoffen. Man trifft Spuren einer Herrlichkeit und einer Zerstörung, die beide über unsere Begriffe gehen. Was die Barbaren stehenließen, haben die Baumeister des neuen Roms verwüstet.“

Die Eindrücke erscheinen ihm überwältigend: „Anderer Orten muß man das Bedeutende aufsuchen, hier werden wir davon überdrängt und überfüllt.“ Es werde „dem Betrachter von Anfang an schwer, zu entwickeln, wie Rom auf Rom folgt, und nicht allein das neue auf das alte, sondern die verschiedenen Epochen des alten und neuen selbst aufeinander“.
Nach vier intensiven Monaten fuhr er im Februar 1787, zusammen mit Tischbein, über Velletri und Fondi nach Neapel. Dort blieb er fast fünf Wochen lang, unternahm zwei Exkursionen auf den gerade aktiven Vesuv und besichtigte Pompeji, Caserta, Capua, Herkulaneum und Paestum. Dann segelte er auf einer Korvette nach Sizilien, wo er Palermo, Alcamo, Castelvetrano, Sciacca, Girgenti, Caltanissetta, Catania, Taormina und Messina besuchte. Sein Rückweg führte ihn, wieder über Neapel, im Juni 1787 zurück nach Rom. Im August entschloss er sich, den kommenden Winter noch dort zu verbringen. Er bezog nach dem Weggang Tischbeins nach Neapel dessen geräumiges Atelier, besuchte die nähere Umgebung und widmete sich – neben seinem Studium der Antike – vor allem praktischen Mal- und Zeichenübungen sowie der Fortsetzung seiner schriftstellerischen Arbeit, insbesondere vollendete er den Egmont und lud im November 1787 den Komponisten Philipp Christoph Kayser nach Rom ein, um eine Schauspielmusik für Egmont zu schreiben.
Nach Ostern 1788 begab er sich auf den Heimweg nach Weimar. Dabei kam er über Siena, Florenz (das er auf der Hinreise aus Ungeduld, endlich nach Rom zu gelangen, nur gestreift hatte), Bologna, Modena, Parma, Piacenza und Mailand – Stationen, die allerdings in seiner Italienischen Reise nicht mehr kommentiert werden.

### Themen
Der Fokus seiner Beschreibungen wechselt. Oft dominieren naturwissenschaftliche, vor allem mineralogische, aber auch meteorologische, geologische, geographische und nicht zuletzt botanische Beobachtungen: Im „öffentlichen Garten unmittelbar an der Reede“ von Palermo suchte er z. B. nach der „Urpflanze“ und glaubt dort, wie er später an Herder schreibt, dem von ihm schon seit langem gesuchten „Geheimnis der Pflanzenzeugung und Organisation“ ganz nahegekommen zu sein. Schon früh, das heißt spätestens ab seinem gut zweiwöchigen Venedigaufenthalt im Oktober 1786, der von zahlreichen Theaterbesuchen geprägt ist, treten aber auch kulturelle Themen mit in den Vordergrund seines Berichts.

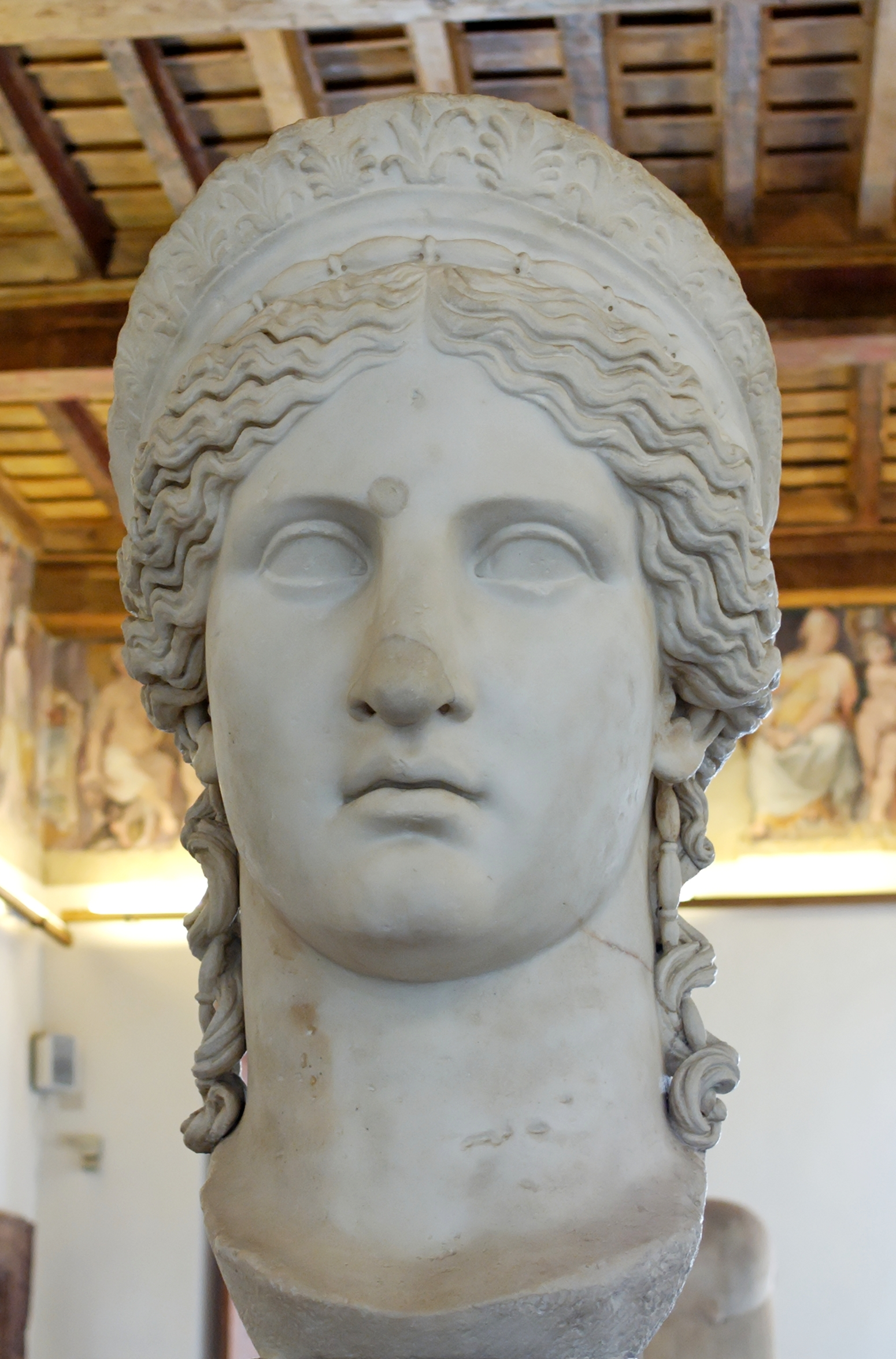
Die Juno Ludovisi, eines der von Goethe besonders bewunderten antiken Kunstwerke

Sein künstlerisches und architektonisches Hauptinteresse gilt der Antike, in der er die Identität von Natur- und Kunstgesetz am vollkommensten verwirklicht findet. Überall betrachtet er in Museen und Privatsammlungen antike Kunstwerke, zweimal reist er zum Königspalast Portici, wo die Ausgrabungen aus Pompeji und Herculaneum ausgestellt waren, mehrfach sucht er die griechischen Tempel in Paestum auf, intensiv widmet er sich den damals noch weitgehend unbekannten griechischen Ruinen in Agrigent. Immer wieder erwirbt er Gipsabgüsse und nimmt lebhaften Anteil an der Vermittlung antiker Statuen an deutsche Sammler. Der mittelalterlichen und der barocken Kunst bringt er hingegen kaum Interesse entgegen. So besucht er beispielsweise in Assisi nicht etwa die berühmte Grabeskirche des heiligen Franz von Assisi mit den Fresken von Giotto, sondern vielmehr den in eine Kirche umgewandelten Tempel Santa Maria sopra Minerva auf dem Hauptplatz der Stadt. Mit der Renaissance-Kunst beschäftigt er sich allerdings eingehend, erwirbt und studiert etwa in Venedig und Padua die Schriften Andrea Palladios und bewundert besonders Werke von Michelangelo und Raffael. Eingehend widmet er sich den Vatikanischen Museen, mehrfach besichtigt er die Sammlungen im Palazzo Colonna, im Palazzo Farnese und sucht öfters die Villa Farnesina auf. In Tivoli verbrachte er mit den Künstlerfreunden anregende Tage. Seine Konzentration auf die Antike und ihre Wiedergeburt in der Kunst lässt den entschiedenen Klassizisten auf die vom katholischen Barock geprägte Kultur der Epoche fast attitüdenhaft herabblicken. Seine Schilderung des Allerseelen-Hochamtes von Papst Pius VI. in der Hauskapelle des Quirinalspalastes gerät zur veritablen Karikatur. Nach der Schilderung einer Papstmesse am ersten Weihnachtstag 1786 im Petersdom in Rom sowie einer Messe nach griechischem Ritus fasst er seine Gefühlslage zusammen:

„Ihre Zeremonien und Opern, ihre Umgänge und Ballette, es fließt alles wie Wasser von einem Wachstuchmantel an mir herunter. Eine Wirkung der Natur hingegen wie der Sonnenuntergang, von der Villa Madama gesehen, ein Werk der Kunst wie die viel verehrte Juno machen mir tiefen und bleibenden Eindruck.“

Doch gegen Ende seines römischen Aufenthaltes legt Goethe an Ostern 1788, der „heilige(n) Woche mit ihren Wundern und Beschwerden“, durchaus Wert auf seine Teilnahme am „Schwall der Feierlichkeiten“ in St. Peter, wobei ihm die liturgische Musik von Palestrina und Gregorio Allegri mehr imponiert als die heiligen Riten. Ganz im Sinne der Aufklärung sieht er im Individualismus von Renaissance-Künstlern eine Umkehr der Hierarchie: Nicht mehr dienen – wie im Mittelalter – Handwerker der theologischen Verkündigung, sondern letztere dient freien Künstlern als Inspirationsquelle. Goethe lässt 1787 seinen alten Freund, den Komponisten Philipp Christoph Kayser, auf seine Kosten nach Rom kommen, da er sich von ihm eine Komposition zu seinem Egmont wünscht. Mit Kayser besucht er viele Konzerte, Messen und musikalische Soiréen.
Hin und wieder geht Goethe auch auf seine eigenen Zeichnungen ein, mit denen er viele seiner Reiseeindrücke gleichsam fotografisch festzuhalten versucht. Auf der Reise verbringt er mindestens ebenso viel Zeit mit Zeichnen, Tuschen und Skulptieren wie mit Schreiben und lernt viele Techniken von Künstlern, mit denen er verkehrt, vor allem von Tischbein, nimmt in Neapel etwa auch Malunterricht bei Jakob Philipp Hackert, modelliert versuchsweise einen Herkuleskopf und spielt sogar mit dem Gedanken, vom Literaten zum Maler zu werden. Doch werden ihm dabei auch die Grenzen seiner Talente bewusst: „Zur bildenden Kunst bin ich zu alt, ob ich also ein bißchen mehr oder weniger pfusche, ist eins“. Er engagiert daher zur graphischen Dokumentation seiner Reise den jungen, von Tischbein empfohlenen Landschaftsmaler Christoph Heinrich Kniep, der ihn von Neapel nach Sizilien begleitet und ihm sozusagen als „Reisealbum“ eine Fülle von Zeichnungen anfertigt.

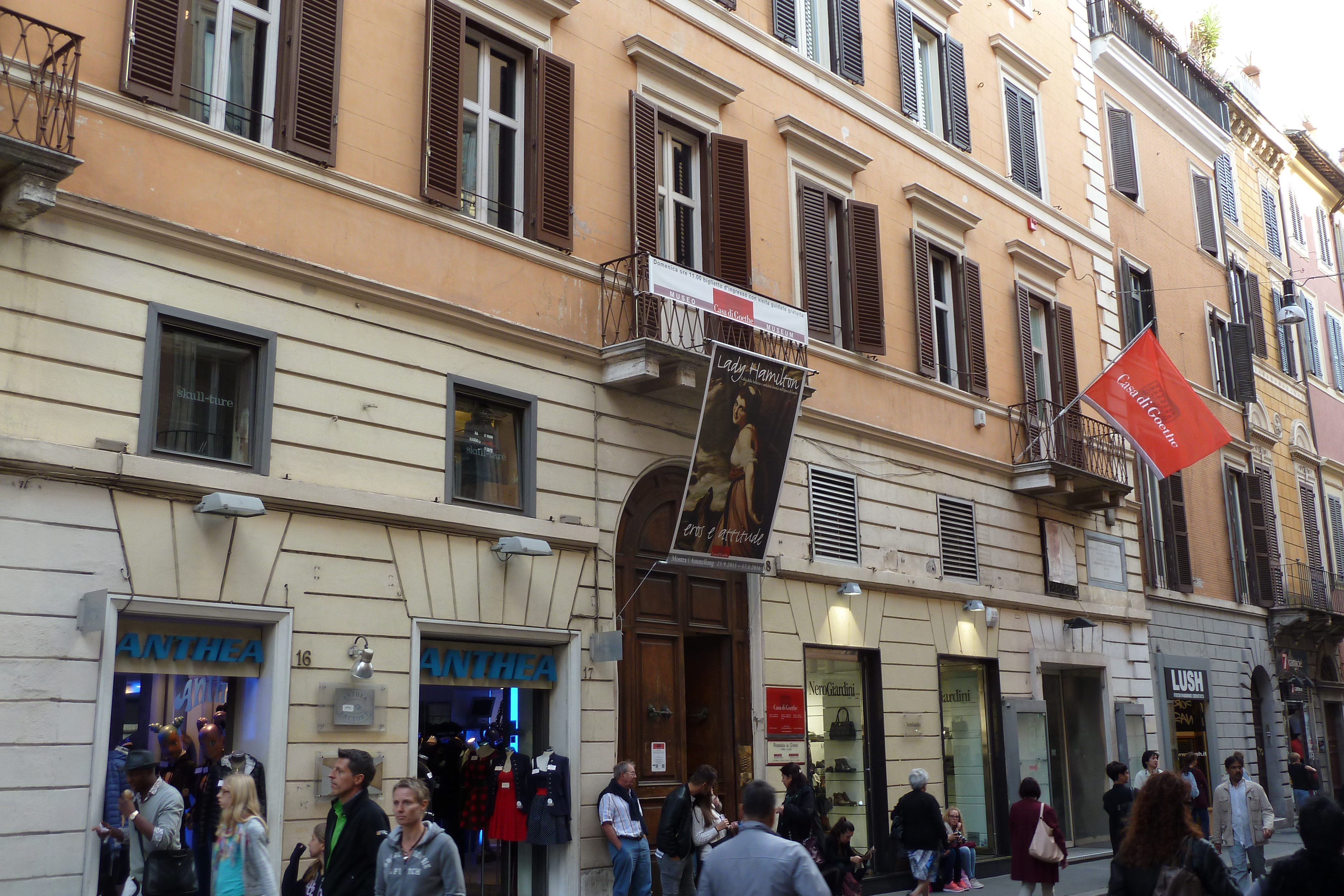
Die Casa di Goethe in der Via del Corso Nr. 18 in Rom

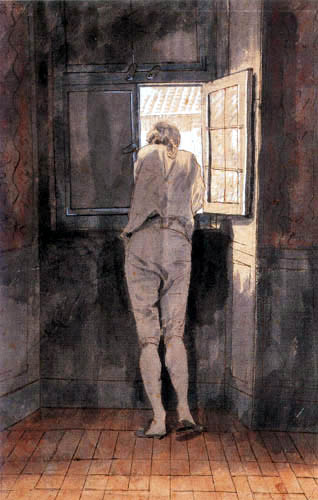
Goethe blickt aus der Wohnung auf die Via del Corso (von Tischbein, 1787)

Kontakte zu Einheimischen werden in der Italienischen Reise nur gelegentlich erwähnt. Vor allem in Neapel verkehrte Goethe auch in der eleganten Gesellschaft, vermittelt durch den Fürsten und Philosophen Gaetano Filangieri, und ließ sich zu Diners in Adelspalästen oder beim britischen Gesandten Sir William Hamilton und seiner Frau Emma einladen, während er sich in Rom auf seine Arbeit und Studien konzentrieren wollte. „In der Kunst muß ich es so weit bringen, daß alles anschauende Kenntnis werde, nichts Tradition und Name bleibe.“ Deshalb bemühte er sich, gesellschaftlichem Verkehr auszuweichen („sie möchten mich auch hier aus meiner Stille und Ordnung bringen und in die Welt ziehen, ich wahre mich, so gut ich kann. Verspreche, verzögre, weiche aus, verspreche wieder und spiele den Italiener mit den Italienern“); hier beschränkte er seinen Verkehr zumeist auf die deutsche Künstlerkolonie, Tischbein und seinen Freundeskreis, darunter vor allem Angelika Kauffmann, Johann Friedrich Reiffenstein und Karl Philipp Moritz.
Goethe spricht zwar über die Unterschiede zwischen der italienischen und der deutschen Mentalität, macht dies jedoch selten an konkreten Bekanntschaften fest. Originelle Begegnungen wie mit dem „wunderlichen Prinzeßchen“, der Schwester Filangieris, oder dem tyrannischen Gouverneur von Messina nutzt er bisweilen jedoch für anekdotische Einschübe. Bei einem dreiwöchigen Aufenthalt in Castel Gandolfo verguckt er sich in eine hübsche junge Mailänderin, ohne zu wissen, dass sie verlobt war; dieses „wertherähnliche Schicksal“ schmückt er in einem Brief zu einer heiteren Erzählung aus.
Jedoch beschreibt er auch seine Eindrücke von der Bevölkerung als Ganzes: „Von der Nation wüßte ich nichts weiter zu sagen, als daß es Naturmenschen sind, die unter Pracht und Würde der Religion und der Künste nicht ein Haar anders sind, als sie in Höhlen und Wäldern auch sein würden.“ Doch stellt er auch tiefer gehende Betrachtungen an; am Beispiel Neapels etwa widerspricht er dem Reiseautor Johann Jacob Volkmann, der von „dreißig- bis vierzigtausend Müßiggängern“ spricht, indem er im Einzelnen beobachtet, womit sich die Angehörigen der unteren Klassen tagtäglich beschäftigen. Er beschreibt deren vielfältige Tätigkeiten, bis hin zur Kinderarbeit, und resümiert, dass er zwar „viel übelgekleidete Menschen“ bemerkt habe, aber keine unbeschäftigten. „Wenn man nur bedenkt, was das fischreiche Meer … für eine Masse von Nahrungsmitteln anbietet; wie allerlei Obst und Gartenfrüchte zu jeder Jahreszeit im Überfluß zu haben sind … so lässt sich wohl begreifen, wie leicht dort zu leben sein möge“. Diese Beobachtungen erweitert er sodann zu einem mentalitätsgeschichtlichen Vergleich der südlichen mit den nordischen Völkern, welch letztere aufgrund klimatischer und landwirtschaftlicher Gegebenheiten in ganz anderer Weise von der Natur gezwungen würden vorzusorgen und vorzuarbeiten, was die „nordische Industrie“ zwar viel effizienter mache; demgegenüber verstehe aber der neapolitanische Arme zugleich, „die Welt aufs Schönste (zu) genießen“ – wie dort überhaupt alle Klassen „in ihrer Art nicht arbeiten, um bloß zu leben, sondern um zu genießen, und daß sie sogar bei der Arbeit des Lebens froh werden wollen“.
Grundsätzlich steht Goethe also der italienischen Mentalität und Lebenskunst positiv gegenüber und hofft einiges davon für sich und sein künftiges Leben in Weimar übernehmen zu können. Selbst dem römischen Karneval, den er sowohl während seines ersten als auch während seines zweiten Romaufenthalts miterlebt und von dessen lärmender Aggressivität und Primitivität er sich zunächst abgestoßen fühlt, gesteht er nach intensiven Schilderungen über mehrere Kapitel letztlich eine gleichnishafte Bedeutung zu, die sich auf die Flüchtigkeit des Vergnügens, die Illusion von Freiheit und Gleichheit sowie die Lust an der Gefahr bezieht. Anschaulich beschreibt er den Mummenschanz und die wilden Pferdeauftriebe (Palios) auf der Via del Corso (siehe dort). Diese Kapitel erschienen bereits 1789 in geringer Auflage als Büchlein Das römische Karneval bei Johann Friedrich Unger, mit Illustrationen von Melchior Kraus nach Skizzen von Georg Schütz.
Während die erste Hälfte des Buches in Tagebuchform authentischer wirkt, sind die Kapitel über den zweiten römischen Aufenthalt überwiegend als nachträgliche Berichte gefasst, in die zahlreiche allgemeine Betrachtungen über bildende Kunst und Theater einfließen. Ein Stimmungsbild geben hingegen die zahlreichen Briefe, die er in diesen Teil integriert. Zwar sind sie gekürzt und wohl auch teilweise leicht redigiert, doch lassen sie seine Gefühlslage, sein Bildungsprogramm und seine Begegnungen erkennen. Goethe ist in seinen Briefen nach Weimar immer bemüht, die Bedeutung seiner aktuellen Studien für seine künstlerische Entwicklung zu betonen, auch triftige Gründe für den ständigen Aufschub seiner Rückreise vorzubringen – schließlich handelte es sich um eine Art „bezahltes Sabbatical“. Er stellte der Italienischen Reise das Motto Auch ich in Arkadien! voran, ein Hinweis darauf, dass er Italien als reales Arkadien betrachtete. Italien war für ihn die Landschaft, die Generationen von Literaten vor ihm in der Welle der Idyllen- und Arkadienliteratur des 18. Jahrhunderts gesucht und herbeigeschrieben haben und die er nun in der Wirklichkeit gefunden zu haben glaubte.
Doch auch seine Schaffens- und Mittlebens-Krise, die ihn eigentlich nach Italien getrieben hatte, war überwunden. Gegen Ende seines zweiten Rom-Aufenthaltes resümiert der fast 39-Jährige: „Täglich wird mir's deutlicher, daß ich eigentlich zur Dichtkunst geboren bin, und daß ich die nächsten zehen Jahre, die ich höchstens noch arbeiten darf, dieses Talent exkolieren und noch etwas Gutes machen sollte, da mir das Feuer der Jugend manches ohne großes Studium gelingen ließ. Von meinem längern Aufenthalt in Rom werde ich den Vorteil haben, daß ich auf das Ausüben der bildenden Kunst Verzicht tue.“
In seine italienische Zeit fallen die Fertigstellung und Veröffentlichung der Iphigenie auf Tauris und des Egmont, die annähernde Fertigstellung des Tasso, einige Gedichte sowie eine Überarbeitung seiner Jugendwerke Claudine und Erwin und Elmire für die Gesamtausgabe. Weiter plant er die Überarbeitung der Singspiele Lila sowie Jery und Bäteli und macht sich in Gedanken bereits an die Fortsetzung des Wilhelm Meister. Sein 15 Jahre zuvor entstandener „Urfaust“ wird um die Teufelspakt-Szene erweitert, noch 1788 vollendet und 1790 als „Faust, ein Fragment“ erstmals gedruckt.

### Bearbeitung und Veröffentlichung

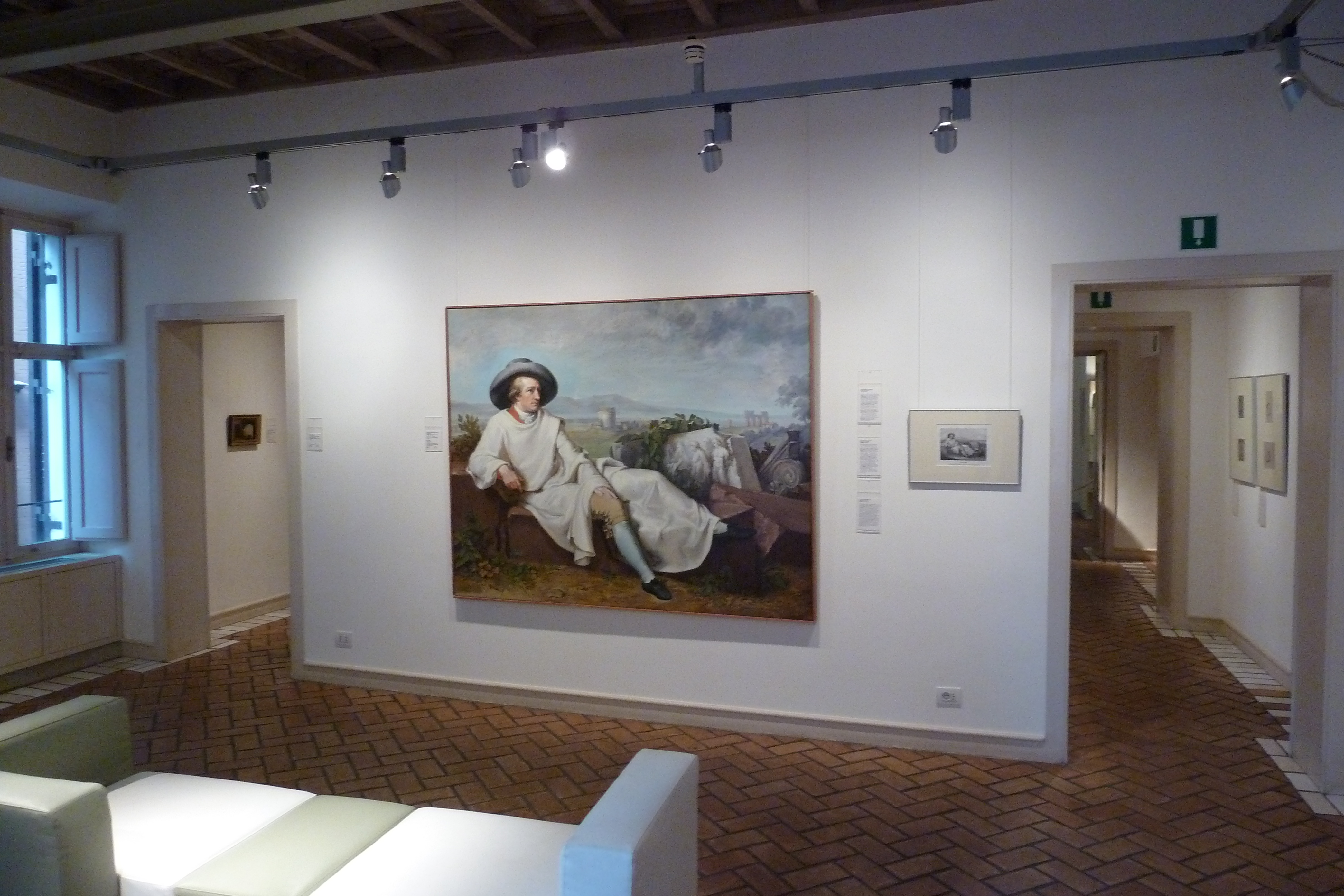
Kopie des Tischbein-Gemäldes „Goethe in der Campagna“ in der Casa di Goethe, Rom

Bereits auf der Hinreise bat Goethe Charlotte von Stein von Venedig aus, seine Briefe an sie abzuschreiben, alles ganz Persönliche wegzulassen und das Du in Sie zu verwandeln, damit er die Briefe nach seiner Rückkehr zum Zwecke der Veröffentlichung ordnen und korrigieren könne. Nach seiner Rückkehr hatte er aber die Lust verloren. Erst Jahrzehnte später, im Zusammenhang seiner Lebensdarstellung, gewannen die italienischen Aufzeichnungen als Quellen seiner Selbstbiographie sein Interesse zurück. Ab Ende 1813 machte er sich an die Redaktion. Im Erstdruck von 1816/17 erschien der erste Teil unter dem Titel Aus meinem Leben. Zweiter Abteilung Erster und Zweiter Teil. Die Erste Abteilung ist Dichtung und Wahrheit, deren dritter Teil 1814 im Druck vorlag. Die Redaktion des zweiten Teiles mit der Schilderung von Neapel und Sizilien dauerte von 1815 bis 1817. Der dritte Band mit der Schilderung des zweiten römischen Aufenthaltes wurde 1819 in Angriff genommen, aber erst 1829 vollendet und als 29. Band der Ausgabe letzter Hand veröffentlicht. Erst hierbei erhielt das Werk den Titel Italienische Reise.
Während der erste Teil dem Reisejournal getreu folgt und die beschwingte Stimmung der ersten Wochen und Monate wiedergibt, ist der zweite Teil mit Neapel und Sizilien nüchterner erzählende Prosa, durchsetzt von Betrachtungen und Anekdoten. Der Zweite Römische Aufenthalt ist im Stil seiner Altersjahre komplett neu geschrieben, die Komposition gewinnt ihren Reiz durch den Wechsel von nachträglichen Betrachtungen und redigierten Originalbriefen, eingeschlossen darin sind zuvor isoliert publizierte Aufsätze wie Das Römische Karneval und Philipp Neri. „So sehr die erzählerische Einheit dieses letzten Teils preisgegeben scheint – wie sich in dem Wechsel von Korrespondenz und Bericht der italienische und der späte Goethe begegnen und wie gleichsam über die Jahrzehnte hinweg die tiefere Einheit des Goetheschen Lebens sichtbar wird, das ist von großer Schönheit.“ (Herbert von Einem)

## Rezeption
Die Rezeption von Goethes italienischer Reise beginnt nicht erst mit der Herausgabe seiner Reisetagebücher 1813–1817. Sie beginnt schon auf der Reise selbst, zumal Goethe sich bemühte, seine Freunde in Weimar mittels zahlreicher Briefe an seinen Erlebnissen teilhaben zu lassen, die er später in das Buch aufgenommen hat, nicht zuletzt den Herzog Carl August, der ihm sein Gehalt als Geheimrat schließlich weiterhin bezahlte und so die Reise wirtschaftlich erst ermöglichte. Immer wieder betont Goethe in seinen Briefen, wie sehr ihn die Kunsteindrücke Italiens in seinem eigenen künstlerischen Schaffen inspirierten, spricht wiederholt von einer „Wiedergeburt“, einer „neuen Jugend“ und bemüht sich, die zunehmende Dauer seiner Abwesenheit zu rechtfertigen: „Kein Tag vergeht, daß ich nicht in Kenntnis und Ausübung der Kunst zunehme … Ich kann jetzt nicht aus der Lehre laufen. Wenn ich aushalte, komme ich gewiß so weit, daß ich meinen Freunden mit mir Freude machen kann. Ihr sollt immer Briefe von mir haben, meine Schriften kommen nach und nach, so habt ihr den Begriff von mir als eines abwesend Lebenden, da ihr mich so oft als einen gegenwärtig Toten bedauert habt.“ Regelmäßig sendet er neu angefertigte Manuskripte nach Hause, um seine fortwährende Produktion nachzuweisen. Ein Ergebnis seiner Reise war, dass er nach seiner Rückkehr nach Weimar die dichterische von der politischen Existenz trennte, indem er den Herzog bat, ihn von seinen bisherigen Pflichten zu befreien, sodass er das tun könne, „was niemand als ich tun kann und das übrige anderen auftragen“. Auch die Italienreise der Herzogin Anna Amalia von 1788 bis 1790 war durch Goethes Briefe angeregt, er hatte ihr auch Begleiter und Unterkünfte organisiert.
Dem während der Reise entstandenen Gemälde Goethe in der Campagna hatte Tischbein geradezu programmatischen Charakter verliehen. Der Maler wollte den Dichter darstellen, wie er „über das Schicksal der menschlichen Werke nachdenket“. Idealisiert als Universalgelehrter, ruht Goethe auf einem Obelisken, der das alte Ägypten repräsentiert, neben einem griechischen Relief, das auf das Theaterstück Iphigenie auf Tauris anspielt, sowie einem römischen Kapitell als Sinnbild des Abschlusses der antiken Kunstentwicklung. „Der schauervolle Gedanke der Vergänglichkeit scheinet auf seinem Gesichte zu schweben.“ Goethes Monumentalität wird unterstrichen durch die Überlebensgröße und die leichte Untersicht.

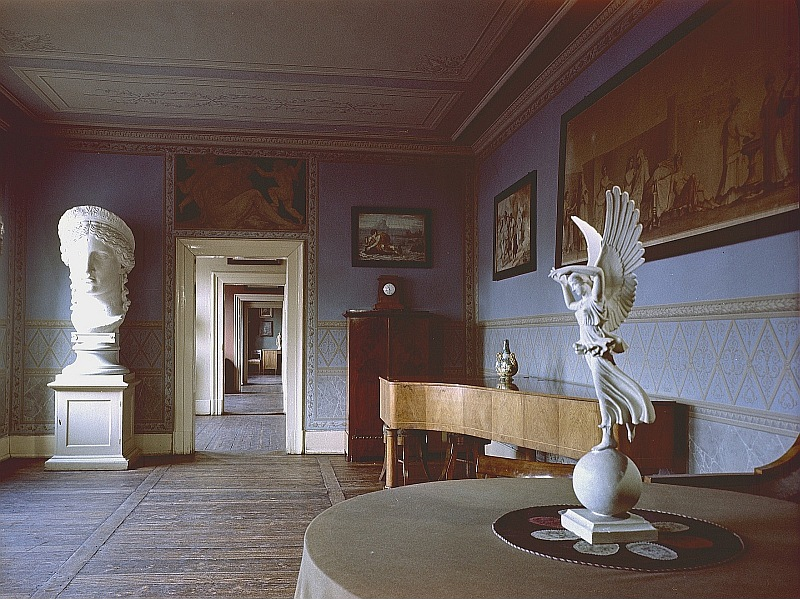
Raum in Goethes Wohnhaus in Weimar

Der Dichter selbst blieb sein Leben lang von den Reiseeindrücken inspiriert. Goethes Wohnhaus in Weimar ist angefüllt mit antiken Kunstwerken und Bildern, die auf Italien anspielen, wie übrigens schon sein Elternhaus in Frankfurt, da sein Vater Johann Caspar Goethe von einer Italienreise 1740 bis 1741 zahlreiche Kupferstiche mitgebracht hatte; auch der Vater hatte ein Reisebuch geschrieben (in italienischer Sprache). Den Umbau des Weimarer Hauses im klassizistischen Stil beaufsichtigte ab 1792 der Schweizer Maler Heinrich Meyer, der in Rom zu Goethes Mitbewohnern in der Via del Corso gezählt hatte und 1795 Professor des Weimarer Freien Zeicheninstituts wurde. Sein Treppenhaus entwarf Goethe selbst nach dem Vorbild italienischer Palazzi und stattete es mit antiken Gipsabgüssen und Reliefs aus, ferner mit Kohlezeichnungen der Elgin Marbles. Das Römische Haus im Park an der Ilm beruht auf den von Goethe gezeichneten römischen Landhäusern. Auch weitere Elemente des Weimarer Ilmparks erscheinen von Italien inspiriert, so die Pompejanische Bank und der Schlangenstein.
Was in dem Buch nicht aufscheint, sind die zahlreichen erotischen Erfahrungen, die Goethe in Italien machen konnte, etwa mit seiner römischen Geliebten „Faustina“, vereinzelt waren es sogar homoerotische. Doch wenige Wochen nach seiner Rückkehr machte Goethe am 12. Juli 1788 in Weimar Bekanntschaft mit der 23-jährigen Putzmacherin Christiane Vulpius, die er zu seiner Geliebten, bald darauf Lebensgefährtin (und schließlich 1806 zu seiner Ehefrau) machte. In jener Zeit entstanden allerdings seine Römischen Elegien mit zahlreichen erotischen Anspielungen.
Die italienische Reise war bei Goethe auch nach seiner Rückkehr nach Weimar Gegenstand von Briefwechseln. Im Jahre 1890 gab Otto Harnack im Auftrag der Goethe-Gesellschaft den Briefwechsel Goethes „mit Freunden und Kunstgenossen in Italien“ von 1788–1790 heraus.
Der DEFA-Dokumentarfilm Die italienische Reise von Johann Wolfgang von Goethe von Werner Kohlert entstand 1982.